# Yeppoona grandis
Yeppoona grandis là một loài tò vò trong họ Ichneumonidae.